# USS Seawolf (SSN-21)
Lo USS Seawolf (SSN-21) è un sottomarino d'attacco a Sottomarino nucleare nucleare della United States Navy, prima unità dell'omonima classe. 
È il quarto sottomarino della statunitense a prendere il nome dal lupo di mare.

## Storia
La costruzione è iniziata il 25 ottobre 1989 nei cantieri della General Dynamics, venne varato il 24 giugno 1995 ed entrò in servizio il 19 luglio 1997. Dall'inizio della costruzione al momento dell'entrata in servizio sono passati 7 anni e 9 mesi, il più lungo tempo mai registrato per un sottomarino americano.
Nel 1998 è apparso in un episodio del documentario Super Structures of the World: il programma ha seguito la sua costruzione e le prove in mare.
Il suo primo viaggio è iniziato nel giugno 2001. Partendo dalla Naval Submarine Base New London di Groton, attraversò l'Atlantico e arrivò alla HMNB Clyde, in Scozia. Gli attacchi terroristici dell'11 settembre hanno limitato la sua permanenza nella base: al Seawolf venne ordinato di unirsi al gruppo della portaerei Theodore Roosevelt diretto nel Mediterraneo. Lì si staccò dal gruppo e partecipò ad un'esercitazione NATO contro sottomarini diesel-elettrici. In seguito si riunì con il tender sottomarino Emory S. Land al largo della Maddalena per imbarcare nuovi rifornimenti e scambiare i siluri con missili in vista della guerra in Afghanistan. Nulla si sa del suo ruolo durante l'operazione Enduring Freedom.
Il 30 ottobre 2002, il Seawolf è tornato in America per essere sottoposto ad una revisione di tre settimane. Nell'estate del 2003, ha partecipato all'esercitazione NATO Odin-One nel Mare del Nord. Nel 2006 ha operato nel Pacifico, ormeggiando nel porto di Apra, a Guam. 
Il 22 luglio 2007, il Seawolf cambiò la sua base di partenza, trasferendosi da Groton alla Naval Base Kitsap di Washington.
Nel 2009 ha partecipato con la portaerei John C. Stennis, ad esercitazioni con la Marina giapponese.
Nel luglio 2020 è stato schierata nell'artico, ha condotto operazioni speciali attraccando in diversi porti europei, tra cui HMNB Clyde, Gibilterra, e Tromsø.